# Wacław Sierpiński
 (janvier 2024).
Si vous disposez d'ouvrages ou d'articles de référence ou si vous connaissez des sites web de qualité traitant du thème abordé ici, merci de compléter l'article en donnant les références utiles à sa vérifiabilité et en les liant à la section « Notes et références ».
Wacław Sierpiński (né le 14 mars 1882 à Varsovie et mort 21 octobre 1969 dans la même ville) est un mathématicien polonais, connu pour ses recherches sur la théories des nombres, théories des ensembles, la topologie et la théorie des fonctions. 

## Biographie
Wacław Sierpiński étudie au département des mathématiques et de la physique à l'université de Varsovie en 1899 et reçoit en 1903 une médaille d'or pour son essai sur la théorie des nombres. Il étudie l'astronomie et la philosophie à l'université Jagellonne, à Cracovie.
Diplômé en 1904, il enseigne dans une école de Varsovie qui ferme à la suite d'une grève. Il part donc à Cracovie où il prépare son doctorat. Il est ensuite nommé à l'université de Lviv. Son intérêt mathématique se déplace alors vers la théorie des ensembles, dont il sera un acteur majeur de l'émergence comme sujet autonome des mathématiques.
Il obtient son doctorat et est nommé à l'université de Lviv en 1908.
Quand la Première Guerre mondiale éclate en 1914, Wacław Sierpiński et sa famille sont en Russie. Il commence l'étude des ensembles analytiques (en). En 1917, il donne le premier exemple d'un nombre absolument normal.
Une fois la guerre terminée, Wacław Sierpiński retourne à Lviv. En 1919, il est promu professeur à Varsovie. Il y passera le reste de sa vie.
Wacław Sierpiński a travaillé principalement sur la théorie des ensembles, mais également sur la topologie et les fonctions réglées d'une variable réelle. Dans la théorie des ensembles, il apporte des contributions sur l'axiome du choix et sur l'hypothèse du continu. Il a également travaillé à ce qui est maintenant appelé la courbe de Sierpiński. Il a continué à collaborer aux recherches de Louzine sur les ensembles analytiques et projectifs. Son travail sur des fonctions d'une variable réelle incluent des résultats sur les séries de fonctions, la dérivation des fonctions et la classification de Baire.
Wacław Sierpiński a aussi fortement contribué au développement des mathématiques en Pologne. Il est cofondateur de la revue Fundamenta Mathematicae. Il a été élu à l'Académie polonaise des arts et sciences en 1921 et a été fait doyen du corps enseignant à l'université de Varsovie la même année. En 1928, il est devenu président de la Société scientifique de Varsovie et de la Société mathématique de Pologne.

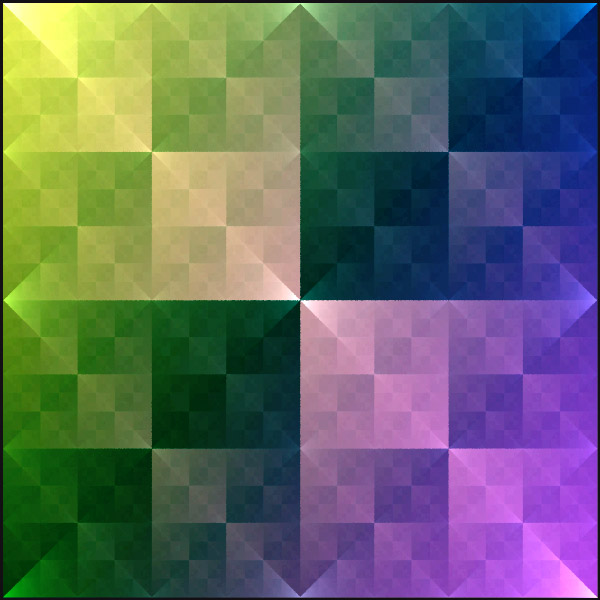
Carré de Sierpiński.

Trois fractales bien connues portent son nom :
- le triangle de Sierpiński,
- le tapis de Sierpiński,
- la courbe de Sierpiński ;

de même que les nombres de Sierpiński et le problème de Sierpiński associé. On lui doit aussi le lemme de classe monotone, très important en théorie des probabilités.

## Écrits
Wacław Sierpiński a rédigé plus de 700 articles et 50 livres, dont deux — Introduction à la topologie générale (1934) et Topologie générale (1952) — ont été traduits en anglais par la mathématicienne polono-canadienne Cecilia Krieger.
- Cardinal and Ordinal Numbers